# Perfuração por arma de fogo
Uma perfuração por arma de fogo (PAF), também conhecida popularmente como ferimento por arma de fogo, ferimentos por tiro ou ferimento a bala, é um ferimento causado pela perfuração de tecidos por um projétil de arma de fogo que causa um trauma perfuro-contuso. 

## Danos graves possíveis

### Hemorragias externas (exsanguinação)
A perfuração por arma de fogo pode entre outras lesões causar uma hemorragia externa, isto se deve normalmente quando o projétil passa de raspão na vítima porem com força  o suficiente para causar algum dano em áreas vascularizadas, assim causando uma hemorragia externa que se não prontamente tratada pode causar a morte.

### Traumatismo muscular
O traumatismo muscular ocorre quando o disparo acaba por romper músculos o que pode causar graves problemas como o mal funcionamento do músculo o que pode demandar procedimentos cirúrgicos para reconstrução do tecido rompido. Além de longos períodos de fisioterapia em caso de necessidade para reabilitação muscular.

### Hemorragia interna
A hemorragia interna ocorre quando o projétil perfura alguma área vital do enfermo assim causando o "vazamento" excessivo de sangue. Sendo este vazamento oriundo de uma artéria, veia ou até a perfuração de algum órgão interno.

### Fraturas
As fraturas podem ocorrer quando o projétil atinge algum osso, assim podendo causar danos mais graves caso o osso em questão esteja próximo a áreas vitais (como as vertebras ou costelas por exemplo). Mesmo com o uso de colete balístico, o impacto de um projétil pode causar fraturas.

## Atendimento

### Primeiro atendimento

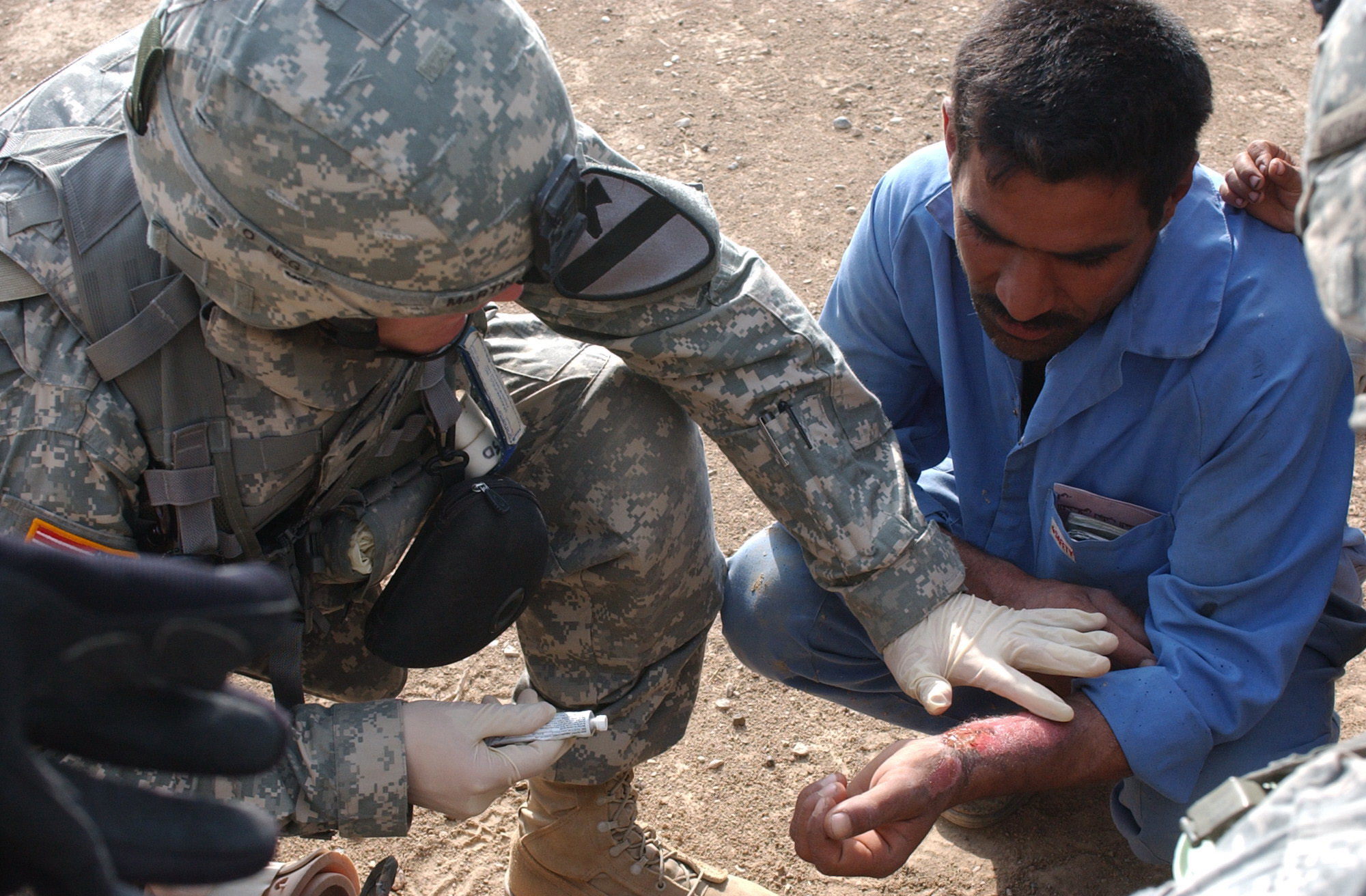
Médico militar dos Estados Unidos presta primeiros socorros a um civil ferido no Iraque

O primeiro atendimento deve ser feito utilizando a técnica padrão para traumas descritas no ATLS, que se trata da técnica da mnemônica do XABCDE:
- X - Hemorragia exsanguiante - Avaliação de possível hemorragia externa grave e com a existência confirmada a tomada da decisão de como conter o sangramento (torniquete ou outra forma de contenção menos invasiva).
- A - Airway - Via Aérea: Proteção da via aérea contra obstrução (vômito, corpo estranho, desabamento da língua, etc.) e controle da coluna cervical (imobilização temporária, que pode ser realizado simplesmente segurando a cabeça do paciente);
- B - Breathing - Respiração: Avaliação da expansibilidade pulmonar, que pode estar prejudicada por hemotórax, pneumotórax, fraturas múltiplas de costelas (tórax instável) etc.;
- C - Circulation - Circulação Sanguínea: Avaliação e (se possível) controle de perda sanguínea por hemorragias, lesões cardíacas e outras causas de baixo débito cardíaco;
- D - Disability - Déficit Neurológico: Avaliar lesões de tecido nervoso (intracraniano prioritariamente). Nessa fase já pode se avaliar a Escala de coma de Glasgow;
- E - Environment - Ambiente e exposição: Avaliar outras lesões que ainda não foram avaliadas e proteger o paciente contra hipotermia (retirando roupas molhadas, aquecendo,...).[5][6]

### Exames clínicos

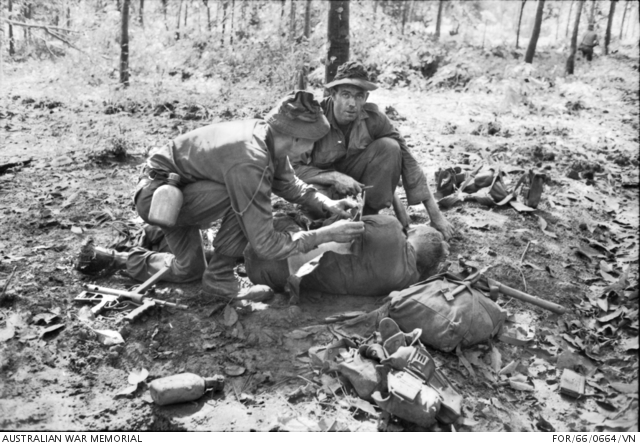
Médico americano presta primeiro atendimento a militar australiano durante a guerra do Vietnã

Os exames clínicos devem ser feitos na chegada da vítima no hospital, visando sempre estabilizar a vítima para posteriormente submeter a mesma a algum procedimento cirúrgico caso necessário, nesta etapa são tomados os seguintes passos:

#### Controle da pressão arterial
Controle da pressão arterial é importantíssimo para um diagnóstico geral do estado do paciente, tendo em vista que, um paciente com hemorragia tende a ter batimentos acelerados e pressão arterial baixa, após constatado alguma mudança no quadro clinico da pressão do paciente, é feita a intervenção com soro e remédios para tentar manter a hemodinâmica do paciente em constante estado de funcionamento.

#### Controle de vias aéreas
O controle de vias aéreas é feito de forma a desobstruir as vias aéreas assim permitindo a entrada e saída do ar no organismo do paciente, nesta etapa é observada se o paciente em questão tem um ferimento de pneumotórax, assim conseguindo tratar de maneira intensiva para estabilizar o paciente.

#### Raio-x e ultrassom
Estes procedimentos são adotados principalmente quando o paciente possui apenas o orifício de entrada do projétil, assim presumindo que o projétil está alojado dentro do corpo do paciente. É feita a analise para ver os danos teciduais causados pelo impacto do projétil e a necessidade de um procedimento cirúrgico invasivo para parar sangramentos ou remover o projétil do corpo do paciente. Nem sempre o projétil é removido do corpo do paciente, principalmente caso a cirurgia cause mais riscos do que benefícios ao paciente.

#### Avaliação AMPLA
Esta avaliação é feita para medir o estado de consciência da vitima e obter mais informações, ela é feita após a escala de Glasgow quando a vítima estiver consciente e orientada para facilitar ao médico decisões como a utilização de medicamentos e também facilitar a investigação das autoridades através de informações passadas aos médicos. A avaliação segue os seguintes critérios:
- A (Alergias) – Nega alergias;
- M (Medicamentos de uso habitual) – Nega uso regular;
- P (Passado Medico) – Nega cirurgias, internações e hemotransfusões previas;
- L (Líquidos e alimentos ingeridos recentemente) – Nega ingestão de bebidas e líquidos nas últimas 8 horas;
- A (Ambiente e eventos relacionados ao trauma) – Ferimento por arma de fogo em combate físico.[7]

### Exemplos de possíveis procedimentos cirúrgicos

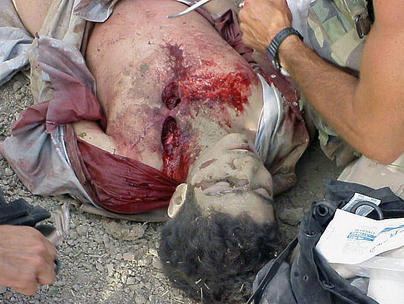
Omar Khadr recebendo primeiros atendimentos em campo de batalha (mesmo com a gravidade dos ferimentos, Omar Khadr sobreviveu)

#### Laparotomia exploratória
A laparotomia exploratória é um procedimento cirúrgico que visa remover da cavidade abdominal através de uma incisão partes do intestino para uma avaliação visual.
O procedimento é adotado em vítimas de PAF que foram atingidas na região do abdômen assim procurando possíveis hemorragias internas e perfurações do tecido abdominal e em caso de não existir um orifício de saída, é utilizado também para encontrar o projétil que se encontra alojado no paciente.

#### Reconstrução óssea
A reconstrução óssea ocorre quando existe uma fratura grave causada pelo impacto de um projétil no corpo da vitima, assim é feita a reconstrução deste osso para garantir maior qualidade de vida para o paciente pós-trauma.

#### Procedimentos estéticos
Também são promovidos procedimentos estéticos de plásticos para garantir uma boa qualidade de vida para o paciente pós-traumático, tendo em vista que grande parte dos pacientes irão necessitar de acompanhamento psicológico. O cuidado estético é importante para a recuperação do paciente e sua reintrodução a vida normal.

## Estrutura do ferimento e a medicina forense

### Orifício de entrada

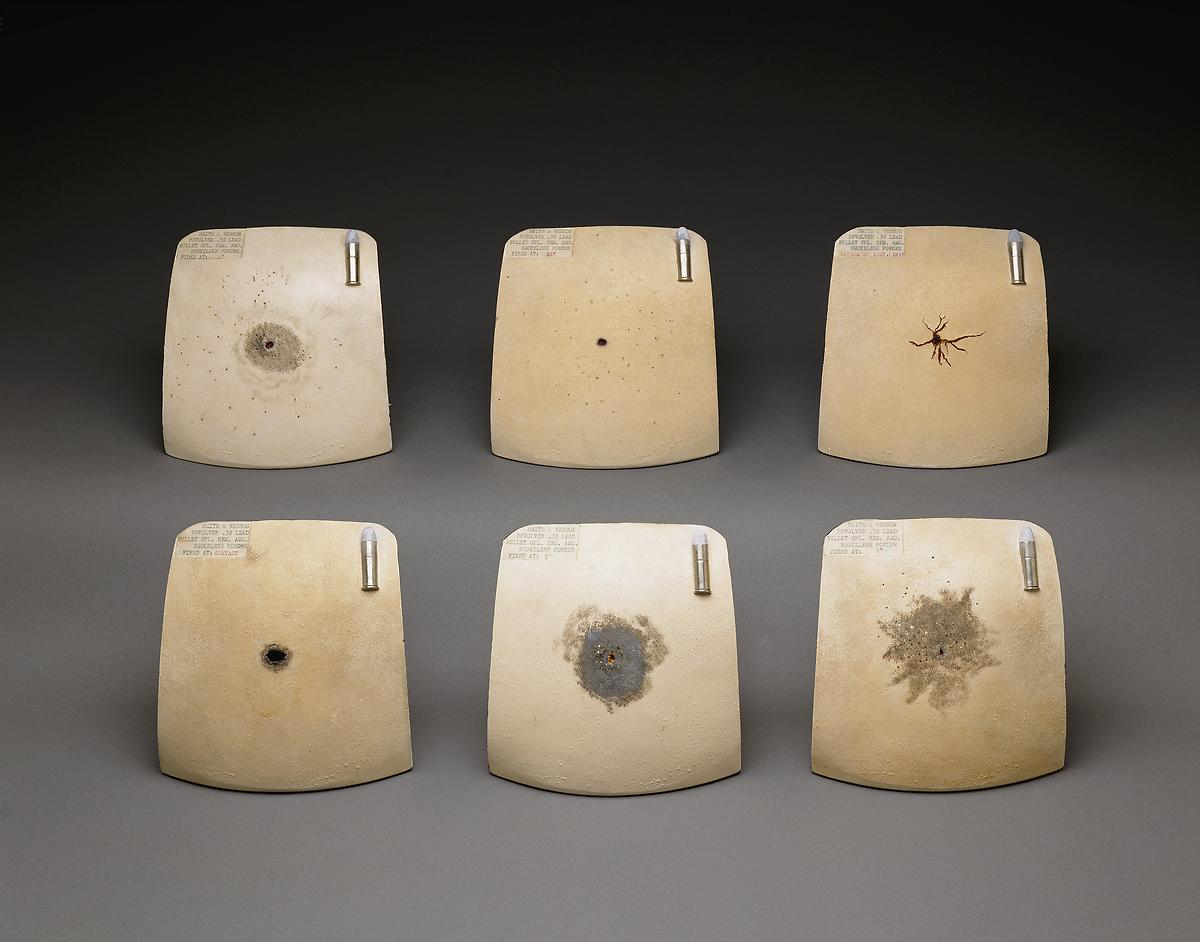
Diferentes padrões de tiros marcados em ossos

O orifício de entrada é onde ocorre a entrada do projétil no corpo da vítima, assim causando uma laceração que deixa marcado sinais claros na pele:
- Normalmente de forma arredondada (variando de calibre para calibre);
- Diâmetro menor que o tamanho do projétil;
- Bordas irregulares;
- Gera um "tunel" dentro da vítima chamado de "orla equimótica".[16][17][18]

### Orifício de saída
O orifício de saída é o local onde ocorre a saída do projétil do corpo da vitima, caso inexistente, é possível que o projétil encontre-se alojado dentro do corpo da vítima. Os orifícios de saída normalmente tem as seguintes características:
- Normalmente de forma irregular;
- Diâmetro maior que o tamanho do orifício de entrada;
- Maior sangramento que o orifício de entrada;
- Bordas invertidas para dentro.[16][17][18]

### Balística
O estudo da balística é importante para definir através dos ferimentos, o calibre e o tipo de arma utilizado para atingir a vítima. Com anos de estudo hoje sabemos que diferentes calibres, armas e distancias entre o atirador e a vitima deixam marcas diferentes. Assim permitindo um estudo avançado do caso.

#### Tipos de projéteis
Existem diversos tipos de projéteis letais para armas, cada tipo acaba por causar um dano específico, assim facilitando o trabalho do médico forense em determinar os tipos de projéteis utilizados no ato do crime, entre eles estão:
| Tipo do Projétil | Utilização |
| ---------------- | --- |
| Ogival           | É o mais comum, sendo usado para fins militares, policial e defesa                                                                       |
| Canto-vivo       | Usado especificamente para tiro ao alvo                                                                                                  |
| Semi-canto-vivo  | Uso geral para defesa, caça e tiro ao alvo                                                                                               |
| Ogival truncada  | Também para uso geral, tem muita aceitação entre praticantes de tiro prático esportivo                                                   |
| Cônica           | Uso bastante restrito |
| Ponta Oca        | Uso para caça ajuda na expansão do projétil quando este atinge o alvo provocando ferimentos graves e dolorosos, aumentando o sangramento |
| Encamisados      | Uso para defesa pessoal, construídos por um núcleo recoberto por uma capa externa chamada camisa ou jaqueta                              |

#### Calibre
Existem diversos tipos de calibres, e sua balística varia de calibre para calibre, entre eles estão:
| Calibre    | Armas                       | Balística forense |
| ---------- | --------------------------- | --- |
| 9 mm       | Pistolas e revolveres       | No geral, disparos de 9mm deixam um orifício de entrada e saída similares, ao passar pelo tecido não sofre grande expansão assim não deixando "o efeito túnel".                                                                     |
| 30 mm      | Pistolas e submetralhadoras | Disparos de 30 mm também deixam orifícios de entrada e saída similares, porem causam o efeito "túnel" que causa maiores sangramentos internos.                                                                                      |
| 45 mm      | Rifles e metralhadoras      | Disparos de 45 mm causam um efeito "tunel" mais claro, assim causando um orifício de entrada regular porem um de saída enorme. |
| .45        | Pistolas                    | Disparos de .45 causam um efeito similar aos disparos de 30mm, assim deixando orifícios de entrada e saída similares porem com o efeito "túnel" interno grande.                                                                     |
| .50        | Rifles                      | Disparos de .50 fazem um efeito similar aos de 45 mm, porem ao contrário dos disparos de 45 mm os de .50 deixam um orifício de entrada grande e um de saída maior ainda, assim deixando graves danos que causam grande sangramento. |
| Calibre 12 | Escopetas                   | Disparos de calibre 12 deixam um orifício de entrada enorme e com a expansão do projétil, acaba deixando diversos pequenos orifícios de saída e/ou deixam estilhaços alojados dentro do corpo da vítima.                            |